# Spanisches Hasenglöckchen
Das Spanische Hasenglöckchen (Hyacinthoides hispanica (Mill.) Rothm.) ist eine Pflanzenart aus der Gattung der Hasenglöckchen (Hyacinthoides) in der Familie der Spargelgewächse (Asparagaceae).

## Merkmale
Das Spanische Hasenglöckchen ist eine ausdauernde, krautige Pflanze, die Wuchshöhen von 15 bis 50 Zentimetern erreicht. Dieser Geophyt bildet Zwiebeln als Überdauerungsorgane aus.
Der traubige Blütenstand ist allseitswendig. Die Blüten sind geruchlos. Obere Blüten sind mehr oder weniger aufrecht, untere bis über 2 Zentimeter lang gestielt und abstehend. Das Perigon ist weit glockig und blau, weiß oder rosa. Die äußeren Staubblätter sind im unteren Drittel des Perigons angeheftet und so lang wie die inneren. Die Staubbeutel sind blau.
Die Blütezeit ist im Mai, manchmal beginnt sie schon im April.
Die Chromosomenzahl beträgt 2n = 16.

## Vorkommen
Das natürliche Verbreitungsgebiet des Spanischen Hasenglöckchens ist Nordwest-Afrika, West-Spanien und Portugal. Hier ist die Art in Wäldern und Gebüschen zu finden. In Süd-, West- und Zentral-Europa sowie in Nordamerika kommt sie eingebürgert vor.

## Nutzung
Diese Art wird zerstreut in Gehölzgruppen als Zierpflanze sowie als Schnittblume genutzt. Sie ist seit 1601 in Kultur.

## Systematik
Der englische Botaniker Philip Miller beschrieb die Art 1768 unter dem Taxon Scilla hispanica. Der deutsche Botaniker Werner Rothmaler versetzte sie 1944 unter dem heute gültigen Taxon Hyacinthoides hispanica zusammen mit weiteren Arten aus der Gattung der Blausterne (Scilla) in eine neue Gattung der Hasenglöckchen (Hyacinthoides).
Weitere Synonyme für die Art sind Endymion campanulatus (Aiton) Willk. und Scilla campanulata Aiton.

## Sonstiges
Das Spanische Hasenglöckchen bildet mit dem Atlantischen Hasenglöckchen einen formenreichen und schwer abgrenzbaren Bastard Hyacinthoides hispanica × Hyacinthoides non-scripta = Hyacinthoides × massartiana Geerinck (Syn. Hyacinthoides × variabilis P.D.Sell). Kultivierte und verwilderte Pflanzen gehen meist auf diesen Bastard zurück.